# Saint-Cyr-la-Roche

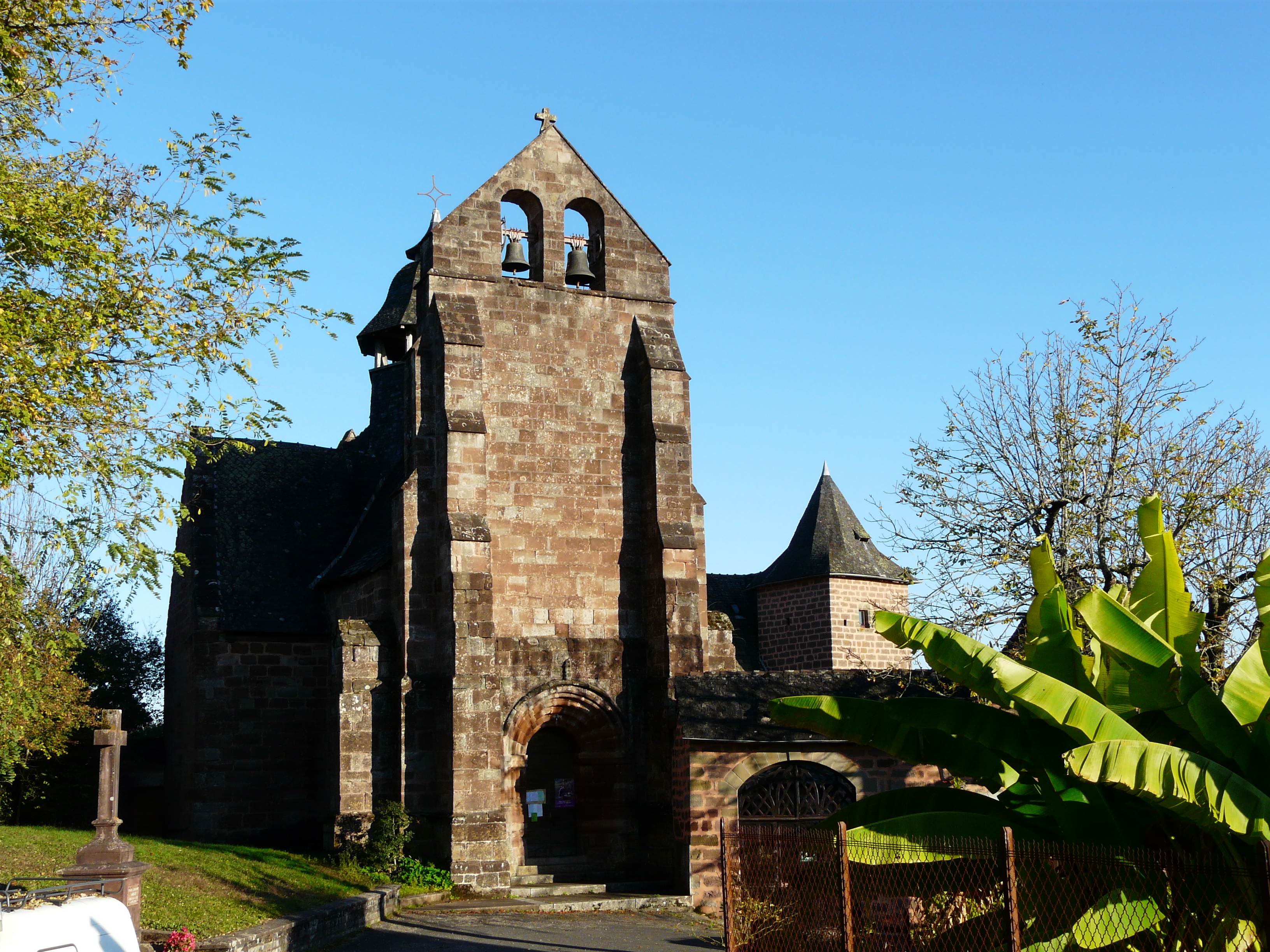
Kościół w Saint-Cyr-la-Roche, 2008

Saint-Cyr-la-Roche – miejscowość i gmina we Francji, w regionie Nowa Akwitania, w departamencie Corrèze.
Według danych na rok 1990 gminę zamieszkiwało 276 osób, a gęstość zaludnienia wynosiła 33 osoby/km² (wśród 747 gmin Limousin Saint-Cyr-la-Roche plasuje się na 372. miejscu pod względem liczby ludności, natomiast pod względem powierzchni na miejscu 589.).